# Philippe-Ferdinand de Limbourg-Styrum
Philipp Ferdinand von Limburg Stirum (né en 1734, mort en 1794), Comte de Limbourg, seigneur de Stirum, était le quatrième comte de la branche de Limburg Styrum Styrum. Il est également l'héritier de Wilhermsdorf, et seigneur d'Oberstein, auquel s'attache une immédiateté impériale.
Il est connu pour son mode de vie extravagant et fastueux, qui l'a conduit à la faillite, et pour avoir été l'amant de la princesse Tarakanova.

## Biographie
Philipp Ferdinand est né le 21 août 1734 à Schillingsfürst. Il est le cinquième fils de Christian Otto, comte de Limbourg Stirum et de son épouse, la princesse de Hohenlohe Waldenburg Schillingsfürst, née Caroline Juliana.

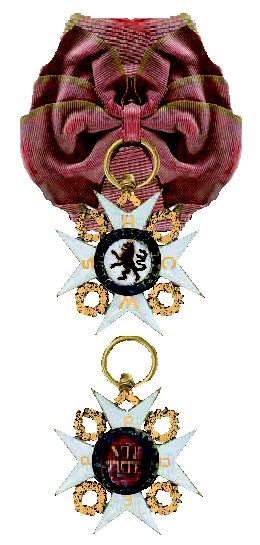
L' Ordre de Saint-Philippe du Lion de Limbourg a été créé par les Limbourg Stirum pour récompenser les personnes d'un mérite scientifique, artistique ou civil exceptionnel.

Après la mort de sa mère en 1758, il hérite de la Herrschaft (seigneurie) de Wilhermsdorf. Philippe Ferdinand est mégalomane et mène une vie de faste, inspirée par Versailles, dans son palais de Wilhermsdorf. Il a son propre théâtre de cour, sa chapelle de musique et même un corps de hussards. En 1760, après la mort de son frère aîné, il hérite de Styrum.
En raison de son mode de vie extravagant, il accumule d'énormes dettes et est forcé de vendre Wilhermsdorf en 1769. Il emménage alors dans ses possessions d'Oberstein. En dépit de la vente d'une partie de ses biens (des dizaines de fermes et châteaux), sa dette continue de croître.Mais il a gardé son château Neuses (= aujourd'hui Herrnneuses, partie de Neustadt an der Aisch) en Franconie.
Il donne néanmoins de l'argent aux Jésuites pour créer une école et une paroisse catholiques dans la protestante Mülheim. L'empereur Joseph II, qui essaie de contrôler l'Église, désapprouve ces mesures. Quand il apprend l'énorme dette du comte, il envoie un conseil à Styrum pour lui éviter de futurs problèmes.
Malgré cette réprimande, Philippe Ferdinand continue son train de vie. Afin de se procurer de l'argent, il crée (ou recrée) deux ordres de chevalerie, l'Ordre de Saint-Philippe du Lion de Limbourg et l'Ordre des Quatre Empereurs, qu'il décerne à des personnalités de premier plan, le plus souvent contre rétribution. Il revendique également de nouvelles possessions, comme la Herrschaft de Pinneberg, dans le comté de Holstein ou la seigneurie d'Oberstein et son immédiateté impériale, qui auraient dû faire partie de son patrimoine. Il s'engage alors dans un procès long et coûteux, mais récupère finalement en 1773 les deux tiers du territoire d'Oberstein. Il réclame également le titre de duc de Schleswig-Holstein, que Joseph II a refusé de lui reconnaître.
En 1766, il est fait prince par le Parlement de Paris, mais en 1789, Joseph II lui interdit de porter ce titre.
En 1770, Philippe Ferdinand est mis en prison pour dettes. Une lettre de son frère Ernst Maria à l'empereur, dans lequel il insiste sur tous les services rendus par la maison de Limbourg Stirum à l'Empire, lui permet d'être libéré.
En 1772, la princesse Tarakanova, qui a quitté Paris après un scandale, s'installe à Francfort-sur-le-Main. Le comte de Rochefort-Valcourt, maréchal de cour de Philippe Ferdinand, lui apprend qu'elle prétend être la fille d' Élisabeth Ire de Russie et la petite-fille de Pierre le Grand. Philippe Ferdinand s'éprend immédiatement d'elle. Elle promet de l'épouser, s'il s'acquitte de toutes ses dettes parisiennes. Il accepte, mais en 1774, elle quitte Oberstein pour Venise. En dépit de sa propre situation financière difficile, Philipp Ferdinand lui donne une importante somme d'argent pour son voyage et le droit de porter le titre de princesse de Limbourg Stirum après sa mort.
Philippe Ferdinand a eu deux enfants (un fils et une fille) avec Marie-Thérèse de Satori. Ces enfants, illégitimes, n'ont pu hériter de ses droits et de ses biens.
Il est mort le 10 septembre 1794 à Bartenstein. Son frère Ernst Maria hérite d'Oberstein et de Styrum. Ernst Maria perd ensuite rapidement Oberstein, envahi par les troupes françaises.